# Alliage platine-iridium

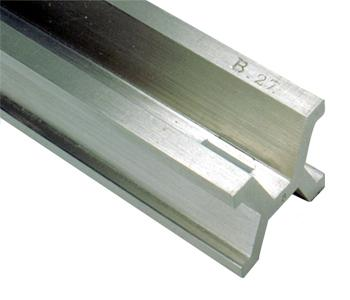
Le prototype national du mètre no 27, en alliage de platine-iridium.

Les alliages platine-iridium ou platine iridié sont des alliages d'iridium et de platine utilisés notamment en bijouterie, pour des contacts électriques ou pour des applications médicales. Ces alliages sont caractérisés par une raideur, une dureté et une résistance chimique plus élevées que le platine pur. Les prototypes internationaux du kilogramme et du mètre ont été conçus en alliage de platine-iridium à 10 % d'iridium.
L'alliage est présent dans le milieu naturel, correspondant à l'ancienne dénomination platiniridium.